# Édouard Chassaignac
Édouard-Pierre-Marie-Charles Chassaignac, född 24 december 1804 i Nantes död 26 augusti 1879 i Versailles, var en fransk kirurg.
Chassaignac blev 1835 medicine doktor i Paris och samma år professeur agrégé vid och prosektor i anatomi vid Sorbonne. Sedermera konkurrerade han om lärostolarna i anatomi, operativ kirurgi och kirurgisk klinik, men utan framgång och blev trots sin allmänt erkända duglighet och sitt stora rykte först 1868 ledamot av medicinska akademien i Paris. 
Bland Chassaignacs många betydelsefulla inlägg i kirurgins utveckling är uppfinningen av ekrasören (Traité de l'écrasement linéaire, 1856) och uppfinnandet av den kirurgiska dränagen (Traité pratique de la suppuration et du drainage chirurgical, 1859) de viktigaste. Han införde trakeotomin och det av honom förordade ocklusionsförbandet fann vidare användning i det antiseptiska förbandet. Därjämte utgav han många större och mindre arbeten, bland vilka kan nämnas Clinique chirurgicale de l'hôpital Lariboisière (1854–58), Leçons sur la trachéotomie (1855) och Traité des operations chirurgicales (1861, 1862).